# Geografia Kuwejtu

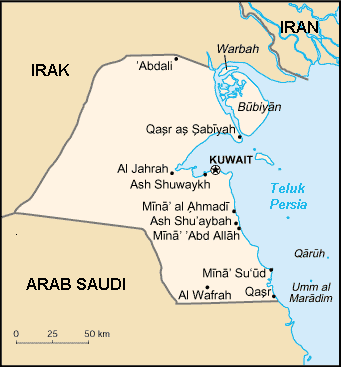
Mapa Kuwejtu

Kuwejt – państwo w Azji, jedno z najmniejszych na tym kontynencie.
Jest ono pustynnym regionem zaliczanym do obszaru geograficznego zwanego Bliskim Wschodem. Kraj ten należy do państw, gdzie dominującą religią jest islam; ponadto Kuwejt należy do najbogatszych państw świata. Przyczyną tak wysokiego poziomu gospodarczego kraju są ogromne zyski, jakie Kuwejt czerpie z wydobycia ropy naftowej. Kuwejt w swej historii przeżył iracki najazd w 1990 roku, jednak nie nadwerężyło to gospodarki tego kraju. Obecnie Kuwejt dynamicznie się rozwija, a prawo szariatu jest ściśle egzekwowane.

## Powierzchnia, położenie i granice
Powierzchnia – 17 818 km²
Kuwejt leży w Azji Południowo-Zachodniej nad Zatoką Perską (w tym też Zatoką Kuwejcką) w regionie zwanym Bliskim Wschodem.
Skrajne punkty – północny 30°N, południowy 28°N, zachodni 46°E wschodni 48°E. Kuwejt jest długi na około 170 km i szeroki na około 130 km, a co za tym idzie rozmiarami jest zbliżony do przeciętnego polskiego województwa.
Kuwejt graniczy z następującymi państwami:

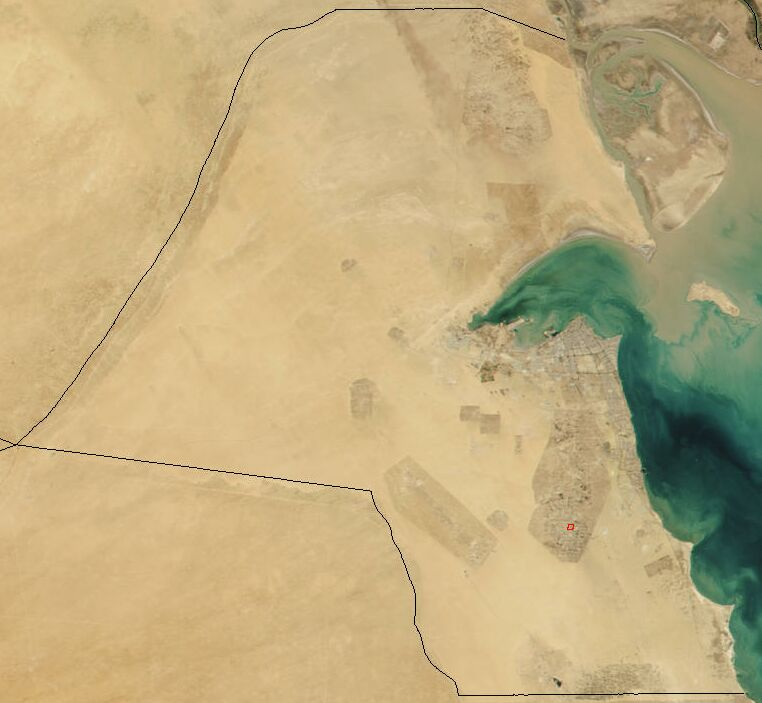
Zdjęcie satelitarne Kuwejtu

- Irak – 242 km
- Arabia Saudyjska – 222 km

Linia brzegowa – 499 km

## Budowa geologiczna i rzeźba
Kuwejt leży na obszarze starego krystalicznego cokołu dawnego kontynentu Gondwany. Obszar ten pokrywają pochodzące z mezozoiku, jury i kredy piaskowce i wapienie w których występuje ropa naftowa i gaz ziemny. Utwory te są przykryte pochodzącymi głównie z eocenu wapieniami. Kuwejt jest krajem nizinnym o przeciętnej wysokości 100 m n.p.m. Powierzchnia kraju ma postać płaskiej niziny, gdzie sporadycznie występują niskie wzgórza i płytkie obniżenia. Obszar kraju wznosi się od poziomu morza na wschodzie w kierunku zachodnim. Na krańcach zachodnich tereny wznoszą się maksymalnie do około 300 m n.p.m. Zachodnia część kraju ma postać pagórkowatą. Na wybrzeżu często występują rozległe słone niecki. Większość kraju zajmuje pustynia żwirowa.

## Klimat
Obszar państwa leży w strefie klimatu zwrotnikowego suchego i wybitnie suchego, którego charakterystyczną cechą są niskie opady, niewielkie zachmurzenie i skrajne temperatury.
Średnie temperatury w styczniu wynoszą około 13 °C, gdzie występują nocne spadki do około 2 °C; przymrozki są sporadyczne, odnotowywane w głębi lądu. Z północy wieje wtedy wiatr szamal, zwany z języka arabskiego wiatrem północy, który przynosi burze piaskowe. Lata są gorące – w lipcu średnie wartości termiczne wynoszą 37 °C, często przekraczając wartość 40 °C. Lato jest długie – zaczyna się w kwietniu i kończy we wrześniu; jest suche i gorące. W ciągu dnia upalne temperatury osiągają 50 °C, a dzięki ogromnemu natężeniu promieniowania słonecznego termometry w pełnym słońcu mogą nagrzewać się nawet do 84 °C. Jedynie na wybrzeżu temperatury są łagodzone przez morską bryzę.
Opady są bardzo skąpe i występują głównie w półroczu zimowym. Wartości opadowe wynoszą od 25 mm w głębi lądu do 180 mm nad morzem. Sporadycznie zdarzają się niezwykle obwite ulewy, które mogą niszczyć domy i ulice.

## Wody
W Kuwejcie brak rzek stałych, a sieć rzeczna w zasadzie nie istnieje. Nielicznie występują suche doliny, tak zwane wadi, które tylko w czasie deszczów wypełniają się na krótki okres płynącą wodą (po czym wysychają). Zasoby wód gruntowych są niewielkie i często zasolone co sprawia, że kraj jest zmuszony do odsalania wody morskiej; operacja ta jest możliwa tylko dzięki bogatym złożom ropy naftowej, która zasila w energię stacje uzdatniania wody morskiej.

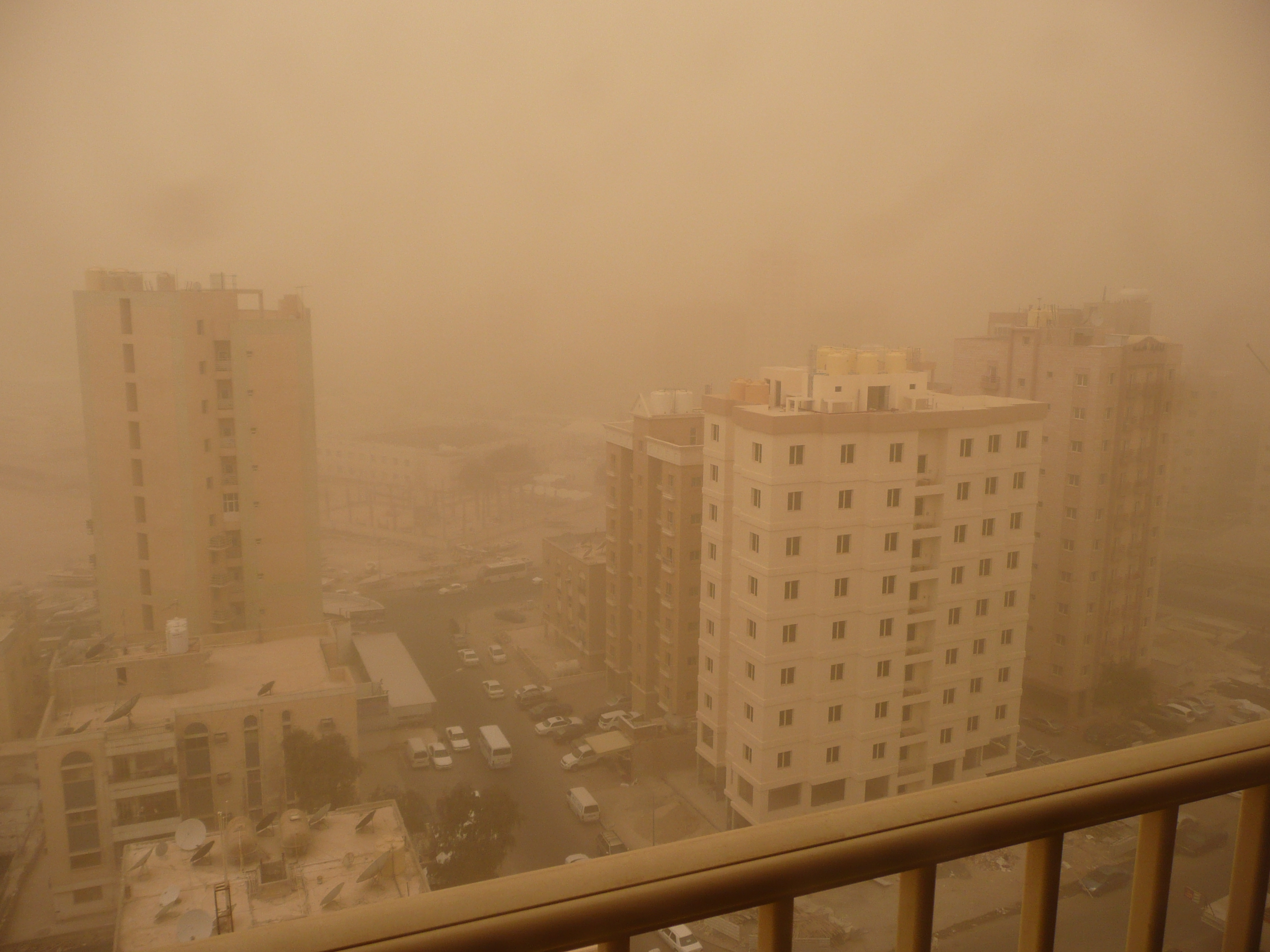
Burza pustynna w Kuwejcie

## Gleby
Pokrywa glebowa Kuwejtu albo w wielu miejsca nie istnieje w ogóle, albo jest płytka i jałowa. Dominują pustynne gleby kalcisole, a poza nimi płytkie yermosole. W rejonie wybrzeża występują sołonczaki.

## Flora
Roślinność Kuwejtu jest bardzo uboga. Reprezentują ją gatunki charakterystyczne dla obszarów pustynnych klimatu zwrotnikowego; są to rośliny efemeryczne, halofity oraz rosnące głównie w miastach i terenach zabudowanych palmowate. W Kuwejcie rosną głównie niskie krzewy, wszelka roślinność kolczasta, a miejscami słonorośla. Większość powierzchni kraju jest pozbawiona roślin, a tereny te zajmują pustynie, które pokrywają ponad 90% powierzchni kraju. Na stan roślinności wpływ miał – i wciąż ma – przemysł naftowy, który powoduje skażenie ziemi, a co za tym idzie brak możliwość wegetacji roślin. Do ubóstwa szaty roślinnej przyczyniło się także podpalenie szybów naftowych przez wycofujące się wojska irackie. To wszystko wraz z niskimi opadami sprawia, że Kuwejt jest krajem wręcz jałowym, gdzie tylko w miastach występuje zieleń miejska w postaci drzew i ogrodów. W wodach Zatoki Perskiej rosną rafy koralowe, te jednak także ucierpiały w wyniku działalności przemysłowej. Wody Zatoki Perskiej są mocno zanieczyszczone.

## Fauna
Świat zwierząt należy do Krainy Etiopskiej i Regionu Śródziemnomorskiego Palearktyki. Ilość gatunków zwierząt oraz ich liczebność, podobnie jak w przypadku roślinności, jest bardzo mała. Tu także przyczyną jest nie tylko uciążliwy klimat, ale i działalność człowieka. W Kuwejcie żyją zwierzęta pustynne takie jak gazela arabska, karakal, szakal złocisty. Ptaki są nieliczne; do bardziej interesujących gatunków należy raróg górski i kulon. Poza ssakami występują dość licznie gady, takie jak węże i jaszczurki.